# Garrulax gularis
Garrulax gularis е вид птица от семейство Leiothrichidae.

## Разпространение
Видът е разпространен в Бангладеш, Бутан, Виетнам, Индия, Лаос и Мианмар.